# Province e territori del Canada per indice di sviluppo umano
     > 0.940
     0.940 – 0.920
     0.920 – 0.900
     < 0.900

Mappa del Canada per HDI 2019. Legenda:
> 0.940
0.940 – 0.920
0.920 – 0.900
< 0.900

Questa è una lista delle province e territori del Canada per indice di sviluppo umano 2019.
| Pos. | Provincia                  | HDI 1990 | HDI 2000 | HDI 2010 | HDI 2019 | Variazione 1990–2019 | Nazione comparabile |
| ---- | -------------------------- | -------- | -------- | -------- | -------- | -------------------- | ------------------- |
| 1    | Alberta                    | 0,869    | 0,889    | 0,923    | 0,948    | 0,079                | Germania            |
| 2    | Columbia Britannica        | 0,863    | 0,878    | 0,910    | 0,938    | 0,075                | Finlandia           |
| 3    | Ontario                    | 0,862    | 0,878    | 0,909    | 0,937    | 0,075                | Finlandia           |
| 4    | Saskatchewan               | 0,831    | 0,849    | 0,893    | 0,921    | 0,090                | Austria             |
| 4    | Isola del Principe Edoardo | 0,836    | 0,849    | 0,895    | 0,924    | 0,088                | Stati Uniti         |
| 6    | Québec                     | 0,835    | 0,851    | 0,888    | 0,916    | 0,081                | Corea del Sud       |
| 7    | Manitoba                   | 0,830    | 0,841    | 0,877    | 0,905    | 0,075                | Spagna              |
| 8    | Nuova Scozia               | 0,827    | 0,846    | 0,880    | 0,903    | 0,076                | Spagna              |
| 9    | Nuovo Brunswick            | 0,813    | 0,836    | 0,873    | 0,898    | 0,085                | Rep. Ceca           |
| 10   | Terranova e Labrador       | 0,789    | 0,816    | 0,872    | 0,894    | 0,105                | Italia              |
|      | Canada                     | 0,850    | 0,867    | 0,899    | 0,930    | 0,080                | Canada              |